# Hristo Stoítxkov
Hristo Stoítxkov (búlgar: Христо Стоичков)  (Plòvdiv, 8 de febrer de 1966), alternativament transcrit com a Stoichkov o Stoitchkov, és un exfutbolista búlgar que va jugar pel FC Barcelona, Parma i Chicago Fire entre d'altres. Posteriorment va fer d'entrenador de futbol. Després d'entrenar el PFC Litex Lovech búlgar va fitxar pel CSKA Sofia.

## Biografia
Hristo Stoítxkov va debutar l'any 1981 en un equip de la 2a divisió búlgara, el Maritsa Plòvdiv, l'any següent va deixar l'equip per fitxar pel Khebros Khàrmanli.
Va ser traspassat al CSKA de Sofia l'any 1985, on va guanyar tres lligues i quatre copes de Bulgària. El 4 de maig del 1990 va fitxar pel Futbol Club Barcelona, que va pagar per ell la xifra de 400 milions pessetes, i amb el qual va guanyar quatre lligues consecutives, la primera Copa d'Europa (1992), tres Supercopes espanyoles i una Supercopa d'Europa (1993).
Durant aquesta època Hristo va esdevenir una estrella del Barça, per a molts és un dels millors jugadors que han passat pel Camp Nou. A més va ser un dels protagonistes indiscutibles de l'anomenat Dream Team, juntament amb Andoni Zubizarreta, Albert Ferrer, Ronald Koeman, Miquel Àngel Nadal, Josep Guardiola, José Mari Bakero, Michael Laudrup, Eusebio Sacristán, Txiki Begiristain, Julio Salinas i més tard, Romário.
La temporada 1990-91 va ser sancionat durant més de mitja temporada per trepitjar a l'àrbitre Urízar Azpizarte. Fou titular a la final de la Copa d'Europa de 1992 que el Barça va guanyar a l'Estadi de Wembley de Londres el 20 de maig de 1992, la primera Copa d'Europa del Barça i un partit que marcaria la història del club.
El 1995 va fitxar pel Parma italià, però un any més tard va retornar al Barça, equip que va deixar per a tornar al CSKA de Sofia el 1998. Després va jugar a l'Al-Nasr de l'Aràbia Saudita, en el Kashiwa Reysol japonès, als Chicago Fire i finalment al DC United dels Estats Units, on va penjar les botes el 2004.
Ha estat guardonat amb la Bota d'Or, al costat del mexicà Hugo Sánchez l'any 1990, Pilota d'Or (1994) i segon millor jugador del món segons la FIFA el 1995. Està inclòs a la llista FIFA 100. El novembre de 2003 fou nomenat Golden Player de Bulgària com el futbolista del país més destacat dels darrers 50 anys.
Amb la selecció del seu país va arribar a les semifinals de la Copa Mundial de Futbol de 1994. Després de 17 anys en la selecció, va jugar el seu últim partit amb el combinat búlgar enfront d'Anglaterra el 1999.
El 2004 va assumir el càrrec de seleccionador nacional del seu país, càrrec que va deixar a mitja temporada 2006-2007 per assumir el càrrec d'entrenador del Celta de Vigo club amb el qual no va aconseguir la permanència i del que va dimitir el 8 d'octubre del mateix any al·legant motius personals.
El 2011 fou nomenat cònsol honorari de Bulgària a Barcelona.

## Palmarès

### CSKA Sofia
- 3 Lligues de Bulgària
- 3 Copes de Bulgaria
- 1 Supercopa Búlgara

### Futbol Club Barcelona
- 1 Copa d'Europa (1992)
- 5 Lligues espanyoles (90/91, 91/92, 92/93, 93/94, 97/98)
- 2 Supercopa d'Europa (1993, 1997)
- 1 Copa del Rei (1997)
- 4 Supercopes d'Espanya (1992,1993,1995,1996)
- 1 Recopa d'Europa (1997)[7][8]

## Carrera

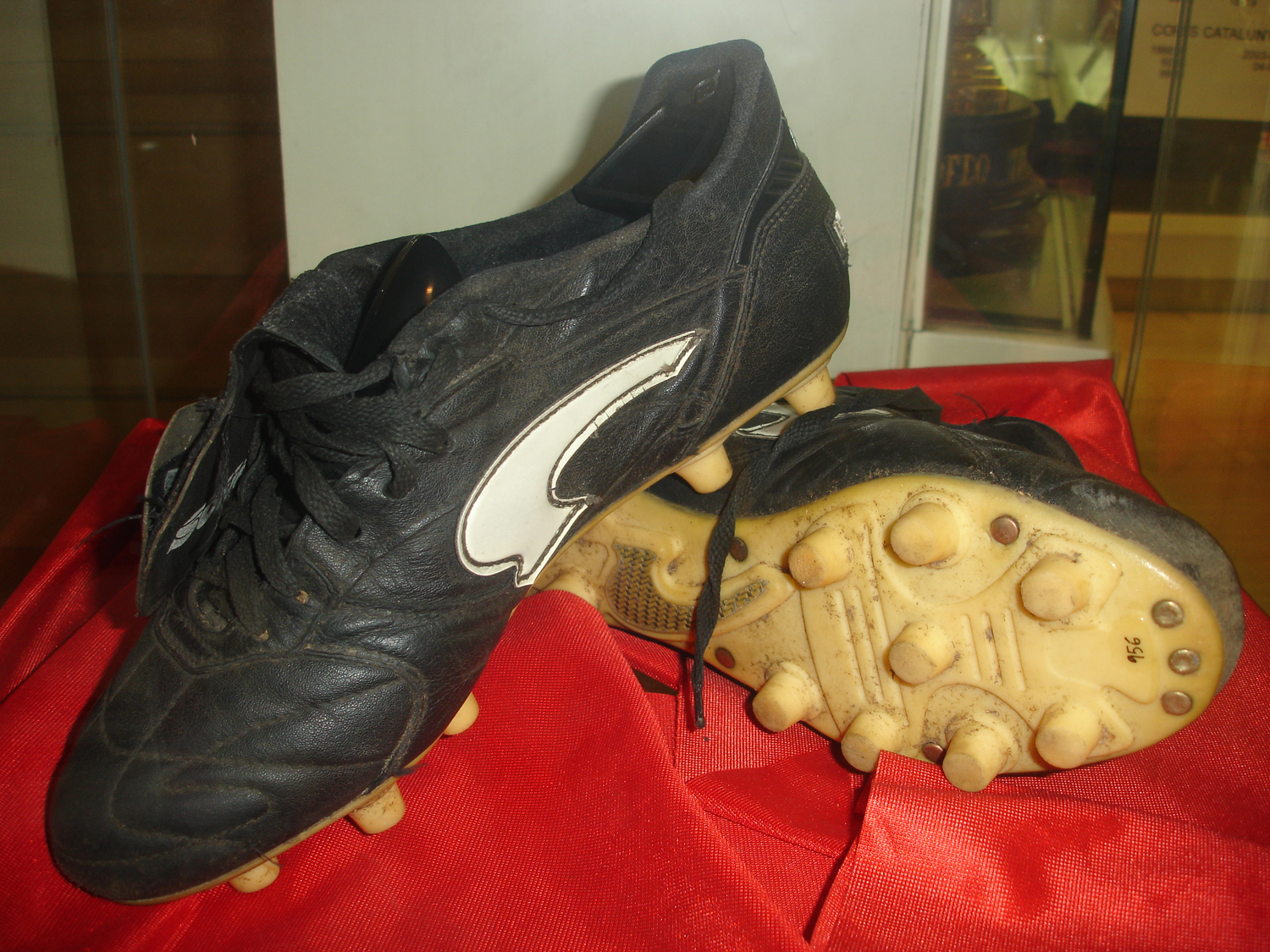
Les botes amb les quals va marcar el gol número 100 amb el FC Barcelona

| Temporada | Club                 | País | Competició                           | Partits | Gols |
| --------- | -------------------- | ---- | ------------------------------------ | ------- | ---- |
| 1980/81   | Maritza Plovdiv      |      | Professional B Football Group        | 1       | 0    |
| 1981/82   | Zavod "Iuri Gagarin" |      | Amateur V Football Group             | 16      | 3    |
| 1982/83   | USM Plovdiv          |      | Amateur V Football Group             | 4       | 1    |
| 1982/83   | Hebros Harmanli      |      | Amateur V Football Group             | 11      | 4    |
| 1983/84   | Hebros Harmanli      |      | Amateur V Football Group             | 21      | 10   |
| 1984/85   | CSKA Sofia           |      | Grup de Futbol Professional Búlgar A | 11      | 0    |
| 1985/86   | CSKA Sofia           |      | Grup de Futbol Professional Búlgar A | 0       | 0    |
| 1986/87   | CSKA Sofia           |      | Grup de Futbol Professional Búlgar A | 25      | 6    |
| 1987/88   | CSKA Sofia           |      | Grup de Futbol Professional Búlgar A | 27      | 14   |
| 1988/89   | CSKA Sofia           |      | Grup de Futbol Professional Búlgar A | 26      | 23   |
| 1989/90   | CSKA Sofia           |      | Grup de Futbol Professional Búlgar A | 30      | 38   |
| 1990/91   | FC Barcelona         |      | Primera Divisió                      | 24      | 14   |
| 1991/92   | FC Barcelona         |      | Primera Divisió                      | 32      | 17   |
| 1992/93   | FC Barcelona         |      | Primera Divisió                      | 34      | 20   |
| 1993/94   | FC Barcelona         |      | Primera Divisió                      | 34      | 16   |
| 1994/95   | FC Barcelona         |      | Primera Divisió                      | 27      | 9    |
| 1995/96   | AC Parma             |      | Serie A                              | 23      | 5    |
| 1996/97   | FC Barcelona         |      | Primera Divisió                      | 22      | 7    |
| 1997/98   | FC Barcelona         |      | Primera Divisió                      | 4       | 0    |
| 1997/98   | CSKA Sofia           |      | Professional A Football Group        | 4       | 1    |
| 1997/98   | Al-Nasr              |      | Saudi Premier League                 | 2       | 1    |
| 1998      | Kashiwa Reysol       |      | J-League                             | 12      | 5    |
| 1999      | Kashiwa Reysol       |      | J-League                             | 16      | 8    |
| 2000      | Chicago Fire         |      | Major League Soccer                  | 18      | 9    |
| 2001      | Chicago Fire         |      | Major League Soccer                  | 17      | 6    |
| 2002      | Chicago Fire         |      | Major League Soccer                  | 16      | 2    |
| 2003      | DC United            |      | Major League Soccer                  | 20      | 5    |